# Liten vasslända
Liten vasslända (Leptophlebia vespertina) är en dagsländeart som först beskrevs av Carl von Linné 1758.  Liten vasslända ingår i släktet Leptophlebia, och familjen starrdagsländor. Arten är reproducerande i Sverige.